# Damien Cély
Damien Cély (* 13. April 1989 in Sarcelles) ist ein französischer Wasserspringer. Er startet in den Disziplinen 3-m-Kunstspringen sowie im 3-m-Synchronspringen.
Cély konnte bei den Europameisterschaften 2011 in Turin seine erste internationale Medaille gewinnen. Zusammen mit Matthieu Rosset gewann er Bronze im 3-m-Synchronspringen.
2009 nahm Cély erstmals an den Weltmeisterschaften in Rom teil und wurde Neunter im Synchronwettbewerb, zwei Jahre später verbesserte er sich mit Rosset im gleichen Wettbewerb auf Rang acht. Bei den Olympischen Spielen 2012 trat Cély vom 3-Meter-Brett an, erreichte aber als 22. der Qualifikation nicht das Finale.